# Крымская Слудка
Крымская Слудка — село в Кизнерском районе Удмуртии, административный центр Крымско-Слудского сельского поселения.
Одно из старейших сёл Удмуртии.

## Географическое положение
Село расположено на юге района, на берегу реки Вятка, в 49 км от районного центра и ближайшей железнодорожной станции — посёлка Кизнер.

## История
Точная дата основания села неизвестна, предполагается что первый храм был построен в середине XVI века.
В 1745 году было получено разрешение на перестройку храма, новое здание было освящено 27 июня 1764 года. В 1832 году был построен каменный храм. В 1840 году при храме открыта церковно-приходская школа.
Во время Гражданской войны, в 1919 году в селе проходили бои. В 1930 году был арестован священник сельской церкви, его дом был конфискован для нужд школы, спустя год его освободили, а в 1937 году арестовали повторно. В июле 1940 года церковь была закрыта официально.
До 1921 года село входило в состав Староятчинской волости Елабужского уезда Вятской губернии, а после образования Вотской АО, в её состав. С 1924 по 1929 годы село входило в состав укрупнённой Троцкой волости, которая после реформы 1924 года включала селения упразднённых Васильевской, Староятчинской и Троцкой волостей Можгинского уезда. В 1929 году в результате районирования Троцкая волость упразднена и село отошло в состав Граховского района. С 1935 по 1956 годы село входило в состав Бемыжского района, а после его упразднения в состав — Кизнерского района.
В связи с природными и климатическими процессами (река Вятка меняет своё русло), происходит постепенное  подмывание берега реки Вятка, на котором расположено село. На данный момент рекой уничтожено более пяти улиц со всеми домами. Одним из первых строений которое было уничтожено рекой являлась местная церковь (храм). На данный момент середина реки Вятка проходит по тому месту где ранее начиналось село. Процесс размывания берега продолжается и на данный момент, каждый год рекой уничтожается определённое количество земельных участков и домов. 
В связи с данным процессом, согласно местной легенде, село считается проклятым, и со временем большая часть его будет уничтожена рекой.
История легенды следующая. В период после гражданской войны в селе появилась беженка, женщина с ребёнком (по одной версии цыганка, по другой - татарка). Она неоднократно обращалась к местным жителям с просьбой дать ей еды для ребёнка. Все жители села отказали ей в подаянии, из за чего её ребёнок умер (по одной версии от истощения, по другой - от болезни). В порыве злобы и ненависти женщина прокляла село. По одной из версий, существенной частью процесса проклятия был факт того, что она бросила сковороду в реку Вятка. После чего и началось подмывание села рекой. 
Местные жители, проживающие в селе на данный момент, верят в данное проклятие. В качестве основного доказательства его действия ими определяет то, что первой в реку была смыта церковь. Считается, что местные жители, жившие с момента основания села и церкви (1745 г.) к моменту гражданской войны впали в грех и забыли о Боге, в связи с чем Он их и наказал.  Ещё   одна  из   версий: известно, что была затоплена баржа, в результате чего и поменялось  русло реки.
В селе родился Герой Советского Союза Николай Савин.

## Объекты социальной сферы
- МОУ «Крымско-Слудская средняя общеобразовательная школа» — основана в 1840 году
- Крымско-Слудский детский сад
- Крымско-Слудский ФАП
- Крымско-Слудский сельский клуб

## Улицы
- улица Березовая
- улица Кленовая
- улица Клубная
- улица Луговая
- улица Малая
- улица Молодёжная
- улица Набережная
- улица Овражная
- улица Полевая
- улица Речная
- улица Садовая
- улица Тополиная
- улица Цветочная
- улица Школьная
- переулок Школьный
- улица Юбилейная
- улица Южная